# Ołżas Syrłybaj
Ołżas Mirambekuły Syrłybaj (kaz. Олжас Мирамбекұлы Сырлыбай; ur. 25 marca 1997) – kazachski zapaśnik walczący w stylu klasycznym. Zajął 22. miejsce na mistrzostwach świata w 2023 roku. Brązowy medalista mistrzostw Azji w 2023 roku. 
Mistrz Azji U-23 w 2019 roku.